# Sagitari (astrologia)
|  | No s'ha de confondre amb Constel·lació del Sagitari. |

El signe astrològic de sagitari

Sagitari és el novè signe del zodíac, el qual és travessat pel sol entre el 22 de novembre i el 20 de desembre aproximadament i segons l'any. El seu planeta regent és Júpiter, els seus colors són el morat, el lila i el porpra. La pedra amb què s'identifica és bàsicament el jade.
Sagitari és classificat com un signe de l'element foc i de qualitat mutable, i dins del seu arquetip de personalitat cal destacar conceptes com un gran sentit de la justícia, l'interès pels dogmes religiosos i morals i també la recerca metafísica de la coneixença, tot això combinat amb un elevat grau d'innocència i de sinceritat inconscient, així com una certa tendència a la malaptesa i al poc sentit de l'oportunitat, especialment en les seves relacions socials.
Es considera que s'avé molt amb els altres signes de foc (lleó i àries) i també amb els signes d'aire exceptuant, amb matisos, el de gèminis, perquè n'és l'oposat alhora que manté una forta incompatibilitat amb verge i peixos. Aquest quadre de compatibilitats i incompatibilitats no reflecteix un perfil o una lectura individual tal com s'interpreta dins l'astrologia, sinó que reflecteix una orientació general i la referència a la compatibilitat segons el que és dictat per variables com qualitats i elements en el zodíac.